# Juravne, Ohtîrka
Juravne (în ucraineană Журавне) este un sat în comuna Cerneciciîna din raionul Ohtîrka, regiunea Sumî, Ucraina.

## Demografie
Componența lingvistică a localității Juravne
     Ucraineană (95,42%)
     Rusă (3,17%)
     Alte limbi (1,05%)
Conform recensământului din 2001, majoritatea populației localității Juravne era vorbitoare de ucraineană (95,42%), existând în minoritate și vorbitori de rusă (3,17%).